# Otepää (wieś)
Otepää – wieś położona w estońskiej gminie Otepää.
Według spisu ludności z 2021 roku wieś Otepää miała 15 mieszkańców.